# 李温仁
李温仁（1914年5月—？），男，福建惠安人，中国胸心血管外科学家，中国高压氧医学创始人，中国农工民主党中央委员会原常务委员，福建省人大常委会原副主任，第五、六、七、八届全国人大代表。